# 阿乐惠镇
阿乐惠镇，是中华人民共和国新疆维吾尔自治区吐鲁番市托克逊县下辖的一个乡镇级行政单位。

## 行政区划
阿乐惠镇下辖以下地区：
渔尔沟社区、南泉社区和阿拉沟社区。

## 历史
2008年10月，新疆维吾尔自治区人民政府《关于调整乌鲁木齐市达坂城区与吐鲁番地区托克逊县行政区域界线的通知》（新政发[2008]72号），批复乌鲁木齐市达坂城区的鱼儿沟街道、星火街道428.4平方公里划归吐鲁番地区托克逊县管理，艾维尔沟街道260.6平方公里仍由达坂城区管理。
2009年1月，托克逊县人民政府《原南泉矿区行政区域内资产接交工作领导小组》托政办〔2009〕7号、《石烽镇筹备工作办公室》托政办〔2009〕9号。
2009年6月30日，达坂城区与托克逊县签订关于调整行政区域界线的协议，把新疆焦煤集团4个煤炭矿区和生活区及其以西、以南部分地区的260.6平方公里继续由达坂城区管理。
2010年5月，石烽镇（筹）更名为阿乐惠镇并正式挂牌成立。